# Кемпа (Чарнковсько-Тшцянецький повіт)
Кемпа (пол. Kępa, нім. Kappe) — село в Польщі, у гміні Тшцянка Чарнковсько-Тшцянецького повіту Великопольського воєводства.
Населення — 309 осіб (2011).
У 1975-1998 роках село належало до Пільського воєводства.

## Демографія
Демографічна структура станом на 31 березня 2011 року:
|          | Загалом | Допрацездатний вік | Працездатний вік | Постпрацездатний вік |
| -------- | ------- | ------------------ | ---------------- | -------------------- |
| Чоловіки | 151     | 37                 | 109              | 5                    |
| Жінки    | 158     | 52                 | 92               | 14                   |
| Разом    | 309     | 89                 | 201              | 19                   |